# Поддубье (Пуховичский район)
Поддубье (бел. Падду́б'е) — деревня в Пуховичском районе Минской области Беларуси. Входит в состав Дукорского сельсовета.

## География
Находится в 7 километрах к северо-востоку от Марьиной Горки, 7 километров от железнодорожной станции Пуховичи линии Минск-Осиповичи.

## Климат
Климат умеренный, с теплым летом и мягкой зимой. Средняя температура января — минус 6,8 °c, июля-плюс 17,5 ° C. Зимой преобладают южные ветры, летом-восточные и северо-восточные. Средняя скорость ветра 3 м/сек. Годовое количество осадков 550—650 мм.

## Название
Название деревни произошло от местности, где росло много дубов.

## История
В начале XX века поселение было известно как урочище Пуховичской волости Игуменского уезда Минской губернии.
В Первую мировую войну с февраля по декабрь 1918 года была под оккупацией войск кайзеровской Германии.
25 марта 1918 года согласно Третьей Установной грамоте деревня была провозглашена частью Белорусской Народной Республики. С 1 января 1919 года в соответствии с постановлением I съезда КП(б) Беларуси деревня вошла в состав БССР.
В августе 1919 — июле 1920 деревня находилась под польской властью.
В 1926 году известная как хутор.
Во время Второй мировой войны с конца июня 1941 г. до начала июля 1944 г. оккупирована немецкими войсками.
До 28 мая 2013 года деревня входила в состав Дричинского сельсовета.

## Население
- Начало XX века — 1 двор, 12 жителей;
- 1926 год — 3 хозяйства, 22 жителя;
- 1 января 2002 года — 17 дворов, 25 жителей
- 14 октября 2009 год — 14 жителей.

## Достопримечательности
- Городище (V век до н. э. — V век н. э.). 2,9 км к северу от деревни, в поле, местное название — Городок.